# Microgomphus verticalis
Microgomphus verticalis är en trollsländeart som först beskrevs av Selys 1873.  Microgomphus verticalis ingår i släktet Microgomphus och familjen flodtrollsländor. IUCN kategoriserar arten globalt som otillräckligt studerad. Inga underarter finns listade i Catalogue of Life.